# 青衣南橋

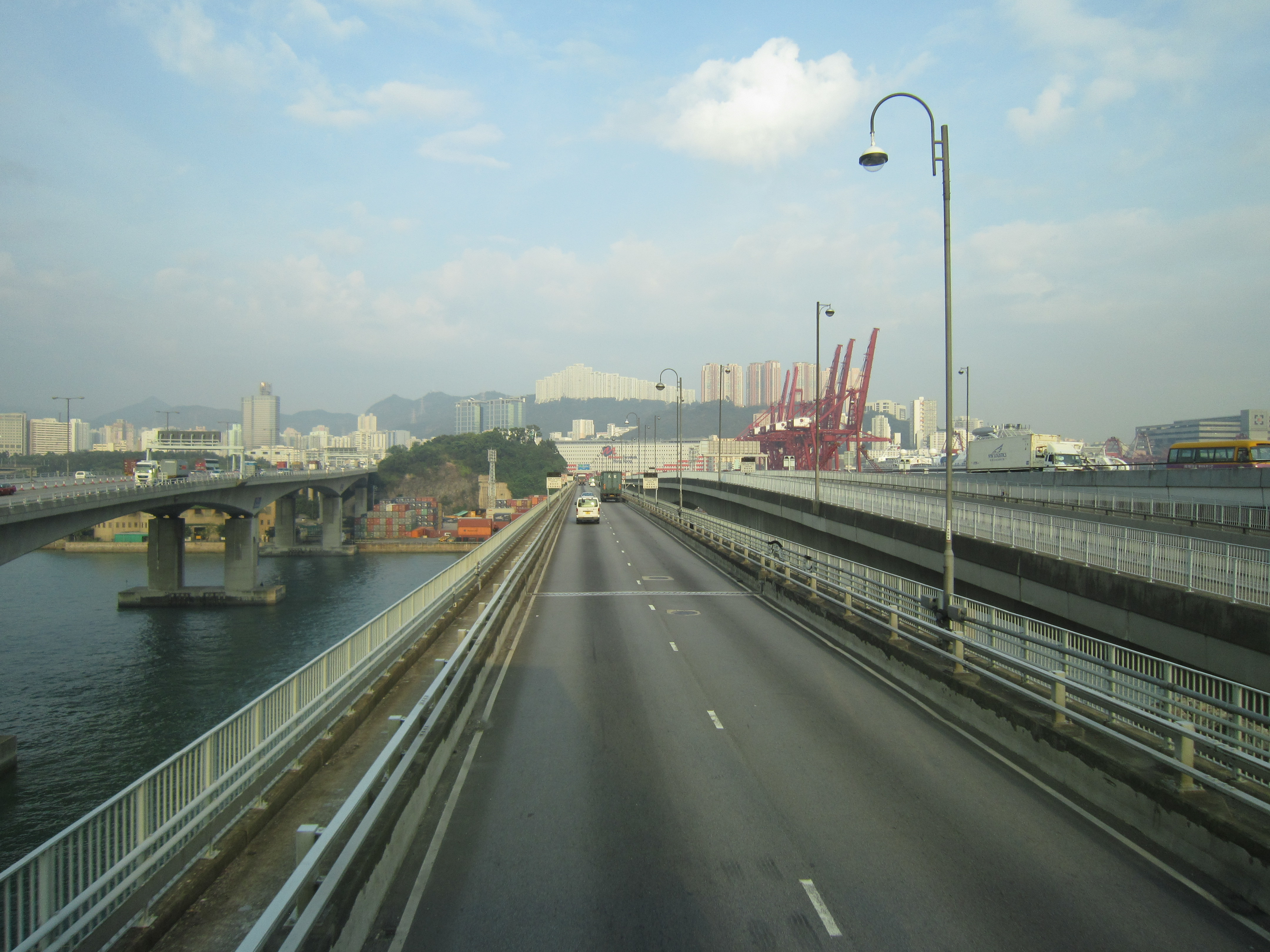
青衣大橋交通狀況

青衣南橋（英語：Tsing Yi South Bridge）是香港新界的一組橋樑，由青衣大橋及葵青橋組成，均為跨越藍巴勒海峽的行車橋，連接下葵涌及青衣。市民普遍將兩條橋合稱為「南橋」（因其位於青荃橋南面），而兩橋同時是葵青路的組成部份，只是行車方向相異而已。
青衣大橋及葵青橋並非同時通車。在葵青橋落成前，青衣大橋一直都是雙程行車；1999年，葵青橋通車，青衣大橋行車改為只往葵涌方向，及設有連接路通往青葵公路九龍方向。葵青橋的東行車線只由青衣路往葵涌方向，葵青橋西行只往青衣方向，青葵公路青衣方向有連接路從初段切入，末段設有連接路往青衣鄉事會路。

## 青衣大橋
青衣大橋是第一條連接青衣的行車橋，全長為610米，離海面高度26米，供車輛和行人使用。通車初期橋面為雙線不分隔道路。
青衣大橋的落成，是為了配合荃灣新市鎮青衣部份的發展。早在1962年，便有計劃新建一座連接荃灣青衣間的大橋。1970年代起，青衣開始發展，而且在該島設立設施的中華電力、香港水泥、國際標準貨箱、美孚石油、高富石油、標準石油等公司推動下，香港政府決定興建青衣大橋。上述各公司於1971年組成的「青衣大橋有限公司」集資1800萬港元，政府提供750萬港元為建設費用，由金門建築承建。大橋於1971年9月開工，並於1974年2月28日落成啟用，耗資1700萬港元，並由時任香港總督麥理浩爵士主持開幕儀式。
隨著青衣發展人口增加，大橋的交通容量逐漸飽和，經常擠塞。有時還會因為鄰近葵涌貨櫃碼頭的交通意外而令青衣對外交通完全中斷。於是居民要求興建另一座大橋作分流。1987年，青荃橋（青衣北橋）落成，青衣大橋於是稱為「南橋」。
另一方面，由於青衣大橋設計負荷未能應付後來大幅增加的交通需求，青衣工業和貨櫃碼頭後勤設施的發展亦導致有大量重型貨車出入。以致青衣大橋橋面下墮（當時電視新聞有現場拍攝橋面凹凸不平狀況），令居民關注安全問題。
1989年2月至1990年4月青衣大橋進行第一次維修，期間須間歇性全線封閉。
1997年，青葵公路通車，部分來往港島車輛轉回青衣大橋前往。
1999年12月至2000年7月路政署曾對青衣大橋進行第二次維修。
2007年6月15日，運輸署把青衣大橋的車速限制放寬至每小時70公里。
由於鄰近貨櫃碼頭，青衣大橋曾多次被出入貨櫃碼頭的貨船碰撞，導致橋邊輕微損毀。後來政府禁止高度超過17米的船隻穿越藍巴勒海峽，並禁止船隻於大橋附近作業。政府亦於橋座外以亂石堆砌人工島，以防橋座被船隻撞毀。

## 葵青橋
葵青橋（又稱青衣大橋複製橋或複製南橋）是為增加青衣大橋的流量而興建的複製橋，亦是拓展署繼1987年落成青荃橋後，在該區完成的第二條跨海大橋，耗資13億港元。葵青橋位於青衣大橋旁邊，全長640米，中兩個在航道上的跨度各長122米，以供船隻通過。大橋於1999年7月26日落成啟用，同時青衣大橋關閉作維修，當時所有車輛需要使用通往九號貨櫃碼頭的公路，繞一個圈才可以前往葵青橋的葵涌方向，並分兩個U型轉彎處：上段（私家車、小巴等小型車輛）、尾段（巴士、貨櫃車等大型車輛），往青衣方向則不受影響，這個安排直至青衣大橋重開後取消。葵青橋是騎單車或三輪車者唯一可以使用的連接九龍和青衣的橋；所以其他的或是快速公路的路段，或設有禁止單車及三輪車進入的標誌。
葵青橋的落成，是為了配合九號貨櫃碼頭落成後增加的交通流量。
葵青橋採用名為「外預應力系統」的特別建造技術興建。這種系統是把預應力鋼束安放在橋身的中空位置，而非收藏於混凝土。這樣的設計使鋼束的維修和檢查都較前方便，大大提高葵青橋長遠的運作效益。